# Доброкачественная гиперплазия предстательной железы
Доброкачественная гиперплазия предстательной железы (ДГПЖ), ранее называвшаяся аденома простаты, аденома предстательной железы (АПЖ) — доброкачественное образование, развивающееся из железистого эпителия либо стромального компонента простаты.  Это полиэтиологическое заболевание приводит к обструкции нижних мочевыводящих путей.
При этом в простате образуется маленький узелок (или узелки), который растёт и постепенно сдавливает мочеиспускательный канал. Вследствие такого сдавления возникает нарушение мочеиспускания. ДГПЖ имеет доброкачественный рост, то есть не дает метастазов. Это коренным образом отличает ДГПЖ от рака предстательной железы. Основным ориентиром начала злокачественного перерождения предстательной железы является уровень простатического специфического антигена. Хотя уровни простат-специфического антигена могут быть повышены у мужчин с ДГПЖ, это состояние не увеличивает риск рака простаты.

## Эпидемиология
По статистике, половина мужчин старше 40-50 лет обращаются к врачу по поводу ДГПЖ. В редких случаях доброкачественная гиперплазия предстательной железы развивается у мужчин более молодого возраста. С увеличением возраста мужчины риск заболевания значительно увеличивается. Считается, что со временем она развивается у 85 % мужчин. У 15-20 % мужчин пожилого и старческого возраста вместо развития ДГПЖ наблюдается увеличение железы в разной степени или её атрофия. 
ДГПЖ является самым распространённым урологическим заболеванием мужчин пожилого возраста.
Средний возраст появления симптомов заболевания — 60 лет, хотя в США симптомы АПЖ выявляют у 40% мужчин в возрасте 50–59 лет. У мужчин, чьи отцы страдали АПЖ, заболеваемость выше. Пальпируемое увеличение простаты обнаруживается в 20% случаев у мужчин в 60 лет и в 43% случаев у мужчин в 80 лет.

## Этиология
Причины развития ДГПЖ на сегодняшний день до конца не выяснены. Считается, что развитие ДГПЖ является одним из проявлений мужского климакса. К факторам риска относятся только возраст и уровень андрогенов в крови. С возрастом в организме мужчины нарушается физиологический баланс между андрогенами и эстрогенами, что ведет к нарушению контроля за ростом и функцией клеток предстательной железы. Не выявлено достоверной связи между возникновением ДГПЖ и половой активностью, сексуальной ориентацией, употреблением табака и алкоголя, перенесенными воспалительными и венерическими заболеваниями половых органов.

## Патогенез
Чаще всего доброкачественная гиперплазия развивается в центральной части железы, захватывая и её боковые доли. Её рост связан с аденоматозным разрастанием парауретральных желез. Это ведёт к смещению собственной ткани железы кнаружи и образованию как бы капсулы на растущей аденоме. Гиперплазированная ткань предстательной железы разрастается как в сторону мочевого пузыря, так и в сторону прямой кишки, при этом происходит смещение внутреннего отверстия мочевого пузыря кверху и удлинение задней части мочеиспускательного канала.
По типу роста различают:
подпузырную форму (опухоль растёт в сторону прямой кишки),
внутрипузырную форму (опухоль растёт в сторону мочевого пузыря),
ретротригональную форму, при которой опухоль расположена под треугольником мочевого пузыря (треугольник Льето, образованный устьями мочеточников и внутренним отверстием уретры). Возникает так называемый двойной блок: опухоль затрудняет не только отток мочи из мочевого пузыря, но и прохождение последней через устья мочеточников.
Нередко наблюдается многоочаговый рост опухоли.

## Клиническая симптоматика
Клинические проявления зависят от локализации опухоли, её размеров и темпов роста, степени нарушения сократительной функции мочевого пузыря.
Выделяют 3 стадии заболевания
1 стадия — Компенсированная — проявляется задержкой начала мочеиспускания — струя мочи вялая, с частыми позывами и учащённым мочеиспусканием, особенно по ночам. Железа увеличена, плотноэластической консистенции, границы её четко очерчены, срединная борозда хорошо пальпируется, пальпация железы безболезненная. Мочевой пузырь опорожняется полностью — остаточной мочи нет. Первая стадия длится 1-3 года.
2 стадия — Субкомпенсированная — по мере развития сдавления мочеиспускательного канала мочевой пузырь уже не способен адекватно функционировать и полностью изгонять мочу — появляется остаточная моча, ощущается неполнота опорожнения мочевого пузыря, стенки мочевого пузыря значительно утолщаются; больные мочатся малыми порциями, а затем моча начинает выделяться непроизвольно вследствие переполнения мочевого пузыря (парадоксальная ишурия); иногда моча мутная или с примесью крови, наблюдается острая задержка мочи, присоединяются симптомы хронической почечной недостаточности.
3 стадия — Декомпенсированная — из-за большого количества остаточной мочи пузырь сильно растянут, моча выделяется по каплям, она мутная или с примесью крови.
Ухудшение оттока мочи из почек ведет к нарушению функции почек (почечной недостаточности);
Из общих симптомов наблюдаются слабость, похудение, сухость во рту, запах мочи в выдыхаемом воздухе, плохой аппетит, анемия, запоры.

## Диагностика
Основана на характерных жалобах мужчины (для их стандартизации используют Международную шкалу оценки простатических симптомов — I-PSS), клиническом осмотре больного и таких методах исследования, как:
- Пальцевое (пальпаторное) ректальное исследование предстательной железы Метод дает представление о величине и консистенции предстательной железы, болезненности, наличии бороздки между долями простаты (в норме она должна быть).
Лабораторные исследования
Включают общий анализ мочи, биохимический анализ крови, определение уровня ПСА (простатического специфического антигена) в крови.

Инструментальные методы исследования
Ультразвуковое исследование
Позволяет дать представление о размерах каждой доли предстательной железы, состоянии её паренхимы (наличие узловых образований, камней), наличии остаточной мочи.
Модификацией УЗИ предстательной железы является трансректальное УЗИ (ТрУЗИ).
Урофлоуметрия
Объективно оценивает скорость мочеиспускания.
Рентгенологические методы исследования
Методы обзорной рентгенографии (без контраста) и экскреторная урография (с применением контраста) позволяют определить наличие осложнений течения аденомы простаты: камней в почках и мочевом пузыре, расширения чашечно-лоханочной системы почек и образования их дивертикулов.

## Лечение
Существует большое количество методов лечения доброкачественной гиперплазии предстательной железы. Они многообразны и высокоэффективны. Эти способы можно разделить на три группы:
1. Медикаментозное лечение
2. Оперативные методы лечения
3. Неоперативные методы

При первых симптомах аденомы простаты применяется медикаментозное лечение.
Лечение направлено на улучшение кровообращения в органах малого таза, торможение роста гиперплазированной ткани предстательной железы, уменьшение сопутствующего воспаления ткани предстательной железы и окружающих тканей (мочевого пузыря), устранение запоров, уменьшение или ликвидацию застоя мочи, облегчение мочеиспускания и устранение вторичного инфицирования мочевыводящих путей. Больному рекомендуют подвижный образ жизни, уменьшение приема жидкости перед сном. Также больному запрещается употребление алкоголя, курение, употребление острой, пряной пищи. Заместительную андрогенную терапию назначают только при наличии явных лабораторных и клинических признаков возрастного андрогенного дефицита. Параллельно назначают лечение осложнений — пиелонефрита, простатита и цистита.
При острой задержке мочи (развивается на фоне употребления алкогольных напитков, переохлаждение) больной экстренно госпитализируется для проведения катетеризации мочевого пузыря.

### Медикаментозное лечение
В основном для лечения аденомы простаты применяются лекарственные препараты трёх типов:
1. Альфа-1-адреноблокаторы[6] (алфузозин,силодозин,теразозин, доксазозин и тамсулозин). Эти препараты расслабляют гладкую мускулатуру предстательной железы и шейки мочевого пузыря, препятствуя обструкции мочеиспускательного канала и облегчая прохождение мочи[7]. Их действие может быть коротким либо пролонгированным.
2. Блокаторы (ингибиторы) 5-альфа-редуктазы[6] (финастерид[8], дутастерид[9], пермиксон[* 1]). Лекарственные средства этой группы препятствуют образованию дигидротестостерона (биологически активной формы тестостерона), что способствует уменьшению размеров предстательной железы и противодействует обструкции уретры[7].
3. Ингибиторы фосфодиэстеразы типа 5 (ФДЭ5), в частности тадалафил.[10]

### Оперативные методы лечения (хирургическое лечение)
В тяжёлых случаях, как правило, прибегают к хирургическому вмешательству, оно заключается в иссечении гиперплазированной ткани — аденомэктомии, или в тотальной резекции предстательной железы — простатэктомии. Операции для лечения пациентов с АПЖ — одни из наиболее распространённых хирургических вмешательств у пожилых мужчин, около 30% мужского населения в течение жизни переносят хирургическое вмешательство, связанное с этим заболеванием.
При этом существуют два вида операций: 

1. Открытые (трансвезикальная аденомэктомия) — с доступом через стенку мочевого пузыря. Применяются в запущенных случаях, они более травматичны, но обеспечивают полное излечение от заболевания. Абсолютным показанием к трансвезикальной аденомэктомии является интратригональный рост аденоматозных узлов.

2. Малоинвазивные операции (с минимальным объёмом хирургического вмешательства) — без разреза, через мочеиспускательный канал, с использованием современной видеоэндоскопической техники:
Трансуретральная резекция предстательной железы (ТУРП или ТУР);
Гольмиевая лазерная энуклеация предстательной железы (HoLEP — Holmium Laser Enucleation of Prostate) — современный «золотой стандарт» лечения доброкачественной гиперплазии предстательной железы. При помощи гольмиевого лазера высокой мощности (60-100 Вт) выполняется эндоскопическое (без разрезов, через мочеиспускательный канал) вылущивание гиперплазированной ткани предстательной железы в полость мочевого пузыря, после чего аденоматозные узлы удаляются при помощи эндоморцеллятора. Данная методика имеет такую же эффективность, как открытая аденомэктомия. При этом число осложнений (кровотечение, недержание мочи и проч.) существенно меньше, чем у других методов лечения. Также гольмиевая лазерная энуклеация предстательной железы отличается очень коротким сроком катетеризации мочевого пузыря после операции (уретральный катетер после гольмиевой энуклеации держат 1 сутки, после ТУР — 4 дня), в связи с чем обычно пациента выписывают на следующий день после операции с восстановленным самостоятельным мочеиспусканием.
Трансуретральная электровапоризация предстательной железы;
Трансуретральная инцизия предстательной железы.
3. Эмболизация артерий предстательной железы — эндоваскулярная операция, суть которой заключается в закупорке артерий предстательной железы частицами специального медицинского полимера. Выполняется под местной анестезией, доступом через бедренную артерию. Как правило, требует госпитализации не более, чем на одни сутки. ЭАП выполняют эндоваскулярные хирурги, а не урологи.
Осложнения операций
По степени распространённости: недержание мочи, стриктура уретры (сращение мочеиспускательного канала), импотенция, ретроградная эякуляция (заброс спермы в мочевой пузырь).

### Неоперативные методы
К неоперативным методам лечения относятся: 

— баллонная дилатация предстательной железы (расширение суженного участка с помощью раздувания баллона, вводимого в мочеиспускательный канал); 

— установка простатических стентов в область сужения; 

— метод термотерапии или микроволновой коагуляции простаты; 

— фокусированный ультразвук высокой интенсивности;

— трансуретральная игольчатая абляция; 

— криодеструкция.

### Фитотерапия
Несмотря на длительную историю использования фитопрепаратов в лечении, продолжается дискуссия о целесообразности их применения. В настоящее время известно около 30 видов растений, экстракты которые способствуют снижению выраженности симптомов нижних мочевыводящих путей (СНМП) у мужчин. Наиболее распространены биологические активные вещества корня крапивы, экстракт пальмы сабаль, кверцетин, экстракт семян тыквы, вытяжка коры африканской сливы и т.д. Биологические активные вещества пальмы сабаль (пальма ползучая) обладают противовоспалительным, антиандрогенным и антиоксидантным действием, и применяется в комплексной терапии хронического простатита и доброкачественной гиперплазии предстательной железы. Исследования демонстрируют, что экстракт пальмы сабаль способствует разрешению СНМП. Результаты исследований показали, что приём экстракта пальмы сабаль снизил уровень никтурии на 25% по сравнению с плацебо. Одно исследование установило, что пальма сабаль в качестве монотерапии не более эффективна, чем плацебо.

## Прогноз
Если лечение ДГПЖ не производится, то длительная задержка мочи способствует появлению мочекаменной болезни с формированием камней в мочевом пузыре и присоединению инфекции. Наиболее серьёзным осложнением при этом является пиелонефрит, усугубляющий почечную недостаточность. Кроме того, длительно существующая без лечения доброкачественная гиперплазия предстательной железы может малигнизироваться (дать начало злокачественному росту) с развитием рака предстательной железы.
При своевременном и адекватном лечении прогноз заболевания весьма благоприятный.

## Профилактика
Направлена на своевременное лечение простатита и регулярное наблюдение у врача. Рациональное питание (уменьшение жареного, жирного, солёного, острого, копчёного, увеличение доли растительной и сырой пищи), отказ от курения, алкоголя; контроль массы тела, уровня холестерина; здоровый подвижный образ жизни.